# Albert Eichhorn (Theologe)
Karl Albert August Ludwig Eichhorn (* 1. Oktober 1856 in Garlstorf; † 3. August 1926 in Braunschweig) war ein deutscher evangelisch-lutherischer Theologe.
Eichhorn wurde 1888 Professor an der Universität Halle und 1901 an der Universität Kiel.
Er gehörte der Religionsgeschichtlichen Schule an.

## Schriften
- Das Abendmahl im Neuen Testament. Mohr Siebeck, Leipzig 1898. (englisch: The Lord’s Supper in the New Testament. With an introductory essay by Hugo Gressmann. Translated by Jeffrey F. Cayzer. Society of Biblical Literature History of Biblical Studies; 1. Society of Biblical Literature. Brill, Leiden 2007).
- Athanasii De vita ascetica testimonia collecta. Habilitationsschrift. Halle 1886.
- Etwas vom Predigen. In: Die Christliche Welt. 1895, Sp. 273–276, 308–310.
- Heilige Geschichte. In: Friedrich Michael Schiele, Leopold Zscharnack (Hrsg.): Die Religion in Geschichte und Gegenwart. 5 Bände. Mohr Siebeck,  Tübingen 1909–1913. Hier: Band 2, S. 2023–2027.
- Die Rechtfertigungslehre der Apologie. In: TSK. 59, 1887, S. 415–491.